# Parablennius opercularis
 Parablennius opercularis és una espècie de peix de la família dels blènnids i de l'ordre dels perciformes.

## Morfologia
Els mascles poden assolir els 6 cm de longitud total.

## Distribució geogràfica
Es troba des del Golf Pèrsic fins al Pakistan.